# Pierre Person

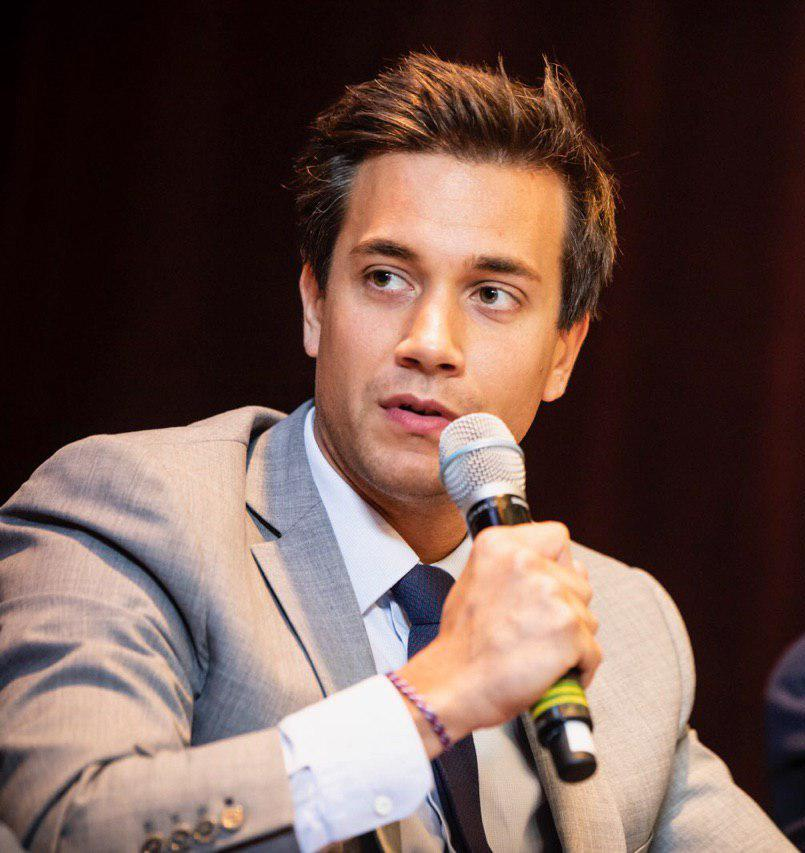
Pierre Person, Juni 2017

Pierre Person (* 22. Januar 1989 in Nancy) ist ein französischer Politiker der Partei LREM, der als deren stellvertretender Parteivorsitzender amtiert.

## Leben
Als Person an der Universität Poitiers studierte, wurde er Mitglied und regionaler Vorsitzender der Union nationale des étudiants de France. Vor der Präsidentschaftswahl in Frankreich 2012 war Person innerhalb der Parti socialiste tätig und unterstützte die anfänglichen Bemühungen Dominique Strauss-Kahns Staatspräsident zu werden.
Im Vorfeld der Präsidentschaftswahl in Frankreich 2017 gründete Person gemeinsam mit Sacha Houlié die Gruppe Les Jeunes avec Macron, welche Emmanuel Macron bei dessen Ambitionen Staatschef zu werden unterstützte. Bei den Parlamentswahlen in Frankreich 2017 wurde er für die Partei La République en Marche für den sechsten Wahlkreis von Paris, den bisher Cécile Duflot vertrat, zum Abgeordneten in die Nationalversammlung gewählt. In der ersten Runde erhielt er 39,42 % der Stimmen, in der Stichwahl gegen Danielle Simonnet, die Kandidatin der Partei La France insoumise 50,99 %.
Person überlegte sich für die Nachfolge von Christophe Castaner als Parteivorsitzender der von Macron gegründeten Partei zu bewerben, trat dann jedoch nicht an. Später wurde er Stanislas Guerinis Stellvertreter.
Person unterstützt die Legalisierung von Cannabis. Ebenso spricht er sich für die Möglichkeit der In-vitro-Fertilisation für homosexuelle und alleinstehende Frauen aus.

## Verweise
1. ↑  Alain Auffray: Stanislas Guerini, un nouveau patron pour sortir LREM du coma politique. 1. Dezember 2018, abgerufen am 20. Mai 2020 (französisch).
2. ↑  Castaner fait ses adieux à La République en marche, les ambitions s’aiguisent pour le remplacer. In: Le Monde.fr. 21. Oktober 2018 (lemonde.fr [abgerufen am 20. Mai 2020]).
3. ↑  Subscribe to read | Financial Times. Abgerufen am 20. Mai 2020.
4. ↑  Subscribe to read | Financial Times. Abgerufen am 20. Mai 2020.

| Personendaten    | Personendaten           |
| ---------------- | ----------------------- |
| NAME             | Person, Pierre          |
| KURZBESCHREIBUNG | französischer Politiker |
| GEBURTSDATUM     | 22. Januar 1989         |
| GEBURTSORT       | Nancy                   |